# 1807 في الولايات المتحدة
فيما يلي قوائم الأحداث التي وقعت خلال عام 1807 في الولايات المتحدة.

## سياسة

### تعيين في المنصب
- 1 يناير – وليام ديفيز عضو مجلس نواب جورجيا.
- 1 يناير – وليام فندلي Treasurer of Pennsylvania [الإنجليزية]‏.
- 20 يناير – أوغسطس قيصر رودني نائب عام الولايات المتحدة.
- 3 مارس – ميريويذر لويس حاكم ميسوري  [لغات أخرى]‏.
- 4 مارس – ادوارد تيفين عضو مجلس الشيوخ الأمريكي.
- 6 مايو – جيمس فينر حاكم رود آيلاند [الإنجليزية]‏.
- 29 مايو – جيمس سوليفان حاكم ماساتشوستس [الإنجليزية]‏.
- 29 مايو – ليفي لينكون نائب حاكم ماساتشوستس [الإنجليزية]‏.
- 1 يوليو – دانيال تومبكينس حاكم نيويورك [الإنجليزية]‏.
- 9 أكتوبر – إزرائيل سميث حاكم فيرمونت [الإنجليزية]‏.
- 7 نوفمبر – ويليام ه كراوفورد عضو مجلس الشيوخ الأمريكي.

### انتهاء فترة المنصب
- 1 يناير – ديويت كلينتون عمدة مدينة نيويورك.
- 1 يناير – لويس كاس عضو مجلس نواب أوهايو.
- 1 يناير – وليام فندلي عضو مجلس نواب بنسيلفانيا.
- 4 مارس – ادوارد تيفين حاكم ولاية أوهايو  [لغات أخرى]‏.
- 29 مايو – كاليب سترونغ حاكم ماساتشوستس [الإنجليزية]‏.
- 30 يونيو – مورغان لويس حاكم نيويورك [الإنجليزية]‏.
- 1 سبتمبر – جيمس فينر عضو مجلس الشيوخ الأمريكي.

## كتب
من الكتب التي صدرت هذه السنة في الولايات المتحدة:
- 1 يناير – عصر العقل من تأليف توماس بين.

## مواليد

### يناير
- 1 يناير – توماس ويلسون
- 6 يناير – جوزيف هولت
- 11 يناير – عزرا كورنيل سياسي من الولايات المتحدة الأمريكية.
- 14 يناير – ماثيو فونتين موري
- 16 يناير – تشارلز هنري ديفيس ضابط من الولايات المتحدة الأمريكية.
- 19 يناير – روبرت إدوارد لي قائد عسكري أمريكي.

### فبراير
- 27 فبراير – هنري وادزورث لونغفيلو شاعر أمريكي.

### أبريل
- 2 أبريل – ألكسندر هيو هولمز ستيوارت سياسي أمريكي.
- 8 أبريل – وليام سقطت جايلز سياسي أمريكي.

### يونيو
- 1 يونيو – إميلي دونلسون سياسية من الولايات المتحدة الأمريكية.
- 22 يونيو – ناثان براون

### يوليو
- 4 يوليو – ماريانو غوادالوبي فاليخو سياسي من الولايات المتحدة الأمريكية.
- 24 يوليو – إيرا ألدرايدج

### أغسطس
- 1 أغسطس – روبرت ماكليلاند سياسي أمريكي.
- 11 أغسطس – ديفيد أتشيسون سياسي أمريكي.
- 18 أغسطس – تشارلز فرانسيس آدمز سياسي أمريكي.

## وفيات

### يناير
- 1 يناير – بيتر بوند (مواليد 1740) مستكشف أمريكي.
- 1 يناير – نحميا سترونج (مواليد 1729) عالم فلك أمريكي.

### أغسطس
- 29 أغسطس – خورخي سميث (مواليد 1740) سياسي أمريكي.

### نوفمبر
- 26 نوفمبر – أوليفر إلسوورث (مواليد 1745) سياسي أمريكي.